# Romina Power
Romina Power (Los Angeles, 2 oktober 1951) is een Italiaans-Amerikaans zangeres en actrice.

## Levensloop
Power is de oudste dochter van de Amerikaanse acteurs Tyrone Power en Linda Christian. Nadat het huwelijk van haar ouders spaak was gelopen, verhuisde Romina met haar moeder en haar zus Taryn naar Europa, waar ze voornamelijk in Spanje en Italië woonden. Alhoewel Romina op school zat in Engeland, speelde ze op 14-jarige leeftijd al mee in een film. Ze speelde later ook in andere films mee en leerde zo haar man Al Bano kennen. Ze trouwde met hem in 1970 en datzelfde jaar namen ze nog Storia di due innamorati op. Ze zouden zo'n 30 jaar samen zingen en waren erg populair in Italië en Duitsland.
Ze vertegenwoordigden Italië op het Eurovisiesongfestival 1976 met het lied We'll live it all again dat deels in het Engels en deels in het Italiaans (Noi lo rivivremo di nuovo) gezongen werd, ze behaalden een zevende plaats. Het liedje behaalde als T'aimer encore une fois een notering in de Franse hitparade. In 1981 namen ze de bekende hit Sharazan op en een jaar later namen ze deel aan het San Remo Festival met het lied Felicità (Alarmschijf), waar ze tweede mee werden, het is een van hun bekendste liedjes (ook in de lage landen). In 1984 won ze San Remo wel, met Ci sarà.
In 1985 stonden ze wederom op het songfestival met Magic Oh Magic, ook nu werden ze zevende. Met Nostalgia canaglia werden ze 4de op het San Remo Festival van 1987, daar haalden ze later ook nog eens een derde plaats met Cara terra mia.
In 1991 verscheen het album Oggi sposi.
In 2005 zat Power in de jury van de Italiaanse versie van Sterren op de dansvloer.

## Discografie (met Al Bano)
- Atto I (1975 Libra)
- Dialogo (1975 Libra)
- 1978 (1978 Libra)
- Aria Pura (1979 Libra)
- Momentos (1979 EMI)
- Sharazan — Cantan en Español (1981 EMI)
- Felicità (1982 BMG)
- Felicidad — Cantan en Español (1982 BMG)
- Che Angelo Sei (1982 BMG)
- Que Ángel Será — Cantan en Español (1983 BMG)
- Effetto Amore (1984 BMG)
- Sempre Sempre (1986 Warner)
- Siempre Siempre (1986 Warner)
- Libertà! (1987 Warner)
- Libertad (1987 Warner)
- Fragile (1988 Warner)
- Fragile (Spanish) (1989 Warner)
- Fotografia Di Un Momento (1990 Warner)
- Fotografía De Un Momento (1990 Warner)
- Corriere Di Natale (1990 Warner)
- Weihnachten Bei Uns Zu Hause (1990 Warner)
- Navidad Ha Llegado (1991 Warner)
- Le piu` belle canzoni (1991 Warner)
- Vincerai-Their greatest hits (1991 Warner)
- Vencerás (1991 Warner)
- Notte E Giorno (1993 Warner)
- El Tiempo De Amarse (1993 Warner)
- Emozionale (1995 Warner)
- Amor sogrado (1996 Warner)
- Ancora- Zugabe (1996 Warner)

### Solo
- 12 Canzoni E una Poesia (1970, Parlophone)
- Ascolta, Ti Racconto di un Amore... (1974, EMI)
- Da Lontano (2012, Creative and Dreams Music Network)

## Filmografie
- Menage all'italiana, ook bekend als Menage Italian Style (1965)
- Come imparai ad amare le donne, ook bekend als How I Learned to Love Women (1966)
- Per amore... per magia..., ook bekend als For Love... for Magic (1967)
- Assicurasi vergine, ook bekend als Insurance on a Virgin (1967)
- L'Oro del mondo, ook bekend als The World's Gold (1967)
- Vingt-quatre heures de la vie d'une femme, ook bekend als 24 Hours in the Life of a Woman (1968)
- Il Suo nome è Donna Rosa (1969)
- Pensando a te (1969)
- Marquis de Sade: Justine (1969)
- Femmine insaziabili, ook bekend als The Insatiables (1969)
- Las Trompetas del apocalipsis, ook bekend als Trumpet of the Apocalypse (1969)
- Mezzanotte d'amore (1970)
- Angeli senza paradiso (1970)
- Champagne in paradiso (1983)
- Il Ritorno di Sandokan (1996)
- Tutti i sogni del mondo (2003)
- Go Go Tales (2007)